# Мошкин, Игорь Михайлович
Игорь Михайлович Мо́шкин (род. 29 марта 1948) — российский художник-маринист. Заслуженный художник Российской Федерации.

## Биография
Игорь Мошкин родился в г. Щербакове Ярославской области. С 1964 по 1967 год работал художником–оформителем на Рыбинском моторостроительном заводе. В сентябре 1967 года призван на военную службу на Северный Флот в город Североморск. В 1969—1973 годах учился на факультете культурно-просветительской работы Львовского высшего военно-политического училища. Продолжил военную службу на Северном флоте на разных должностях работника культуры в гарнизонах: на Соловках, в Архангельске, Североморске. В 1988 году демобилизовался. Работал художником-иллюстратором в редакции газеты «На страже Заполярья». Печатается с авторскими линогравюрами на тему о флоте в ведомственной и центральной прессе: «Правда», «Красная звезда», «На страже Заполярья», «Каспиец», «Океанская вахта», «Страж Балтики», «Рыбный мурман», «Мурманские вести», «Советский воин» и «Сельская новь» и других.
Художник работает в технике: акварели, пастели и линогравюры. Творчество художника посвящено Российскому флоту и Русскому Северу: полярной маринистике, природе и животному миру. В 1992—1995 годах художник представлял выставки и вёл курсы самодеятельных художников в народной школе Сванвик (около города Киркенес, Норвегия). Акварели и линогравюры художника приобретены в частные коллекции Норвегии, Англии, Франции, Германии, Туниса, США и др. стран.
Некоторое время художник сотрудничал с экологическими российскими и международными организациями. Значимым событием и признанием творчества художника стала персональная выставка в Центральном доме художника на Крымском валу в январе 1995 года. Выставку художника посетили и достойно оценили директор Центрального дома художников Н. Куропатов и художники Военной студии им. Грекова Министерства обороны России Народный художник РФ Геннадий Севастьянов и Заслуженный художник РФ Виктор Щербаков. В 1998 году художник участвовал в международной конференции «Экология и Арктика» в городе Мурманске с персональной выставкой, а на следующий год приглашен с выставкой в город Гронинген, Нидерланды.
В 1999 году экологи Нидерландов собрали из частных коллекций акварели Игоря Мошкины и выставили в городе Гронинген в период работы международной экологической конференции в защиту Арктики. Также, сотрудники Национальной картинной галереи Осло (Норвегия) приобрели из частных коллекций три акварели художника и выставили в экспозицию галереи.
Живя и работая длительное время в зоне Арктики (г. Североморск), Игорь Мошкин написал уникальную высокопрофессиональную серию акварелей более 200 листов: белые медведи, северные олени, тюлени и моржи, касатки и киты; полярные птицы: совы, гуси и утки, лебеди; уникальные пейзажи Арктики. В 1994 и 2000 годах он представлял персональные выставки в Зоологическом музее МГУ. С 10 октября по 10 декабря 1999 года художник участвовал в морском путешествии с артвыставкой на учебно-парусном судне «Седов» из города Росток вокруг Европы (Германия, Франция, Гибралтар) и до Туниса. В настоящее время художник живет и работает на своей малой родине в городе Рыбинске на реке Волге.
По приглашению директора Мурманского областного краеведческого музея В. А. Пожидаева художник представил на закупку 100 акварелей и линогравюр и теперь эти работы размещены в экспозиции двух залов ледокола «Ленин». В Мурманске в экспозициях музея Полярного морского института им. Книповича представлены акварели художника с морскими животными. Также, в музеях Североморска и Полярного представлены линогравюры художника о флоте. Художник поддерживает дружеские связи с десятками зарубежных коллег и на своем персональном сайте представляет галерею лучших современных художников мира.

## Награды
За высокопрофессиональную деятельность в 1999 году Указом Президента России Игорю Мошкину присвоено звание «Заслуженный художник Российской Федерации».